# Lửa thiêng (tập thơ)
Lửa thiêng là tập thơ đầu tay của Huy Cận (1919 - 2005), in lần đầu năm 1940. Tập thơ này được nhiều nhà nghiên cứu đánh giá cao về cả nội dung và nghệ thuật. Cho đến nay nó vẫn được coi là một viên ngọc quý của thơ Việt Nam, cũng như một tác phẩm ưu tú nhất trong sự nghiệp của Huy Cận.

## Tác phẩm
Trong lần đầu in năm 1940 (tại nhà in báo Ngày Nay, Tự Lực văn đoàn), tập Lửa thiêng để bìa là hình cô gái khỏa thân đứng bên ngọn lửa, do họa sĩ Tô Ngọc Vân vẽ. Phần lời tựa của Xuân Diệu. Tác phẩm chính gồm có 50 bài thơ
| - Trình bày - Thân thể - Buồn - Buồn đêm mưa (tặng Khái Hưng) - Trông lên - Xuân - Cầu khẩn - Tình tự - Đi giữa đường thơm (tặng Thạch Lam) - Hối hận | - Vô đề - Chiều xưa - Đẹp xưa - Học sinh - Tựu trường - Tiễn đưa - Em về nhà - Tràng giang (tặng Khái Hưng) - Thuyền đi - Vạn lý tình | - Gánh xiếc - Dấu chân trên đường - Thu - Họa điệu - Nhớ hờ - Hồn xa - Trò chuyện - Giấc ngủ chiều - Ngủ chung - Song song | - Cách xa - Tình mất - Chết - Nhạc sầu - Ngậm ngùi - Ê chề - Xuân ý - Bình yên - Lời dịu - Khung tình | - Điệu buồn - Quanh quẩn - Chiều xuân - Mưa - Thu rừng - Áo trắng (tặng Nhất Linh) - Bi ca - Tâm sự - Hồn xuân - Mai sau |

## Nhận xét
Từ cõi Vô Ngôn của Bồ Tát tới cõi Vô Ngôn của Khổng Tử chúng ta trở lại với Kiều, "Lửa thiêng", sẽ nhận ra một chân lý mà không có sách vở học giả ru rú nào có thể chỉ vẽ ra— Bùi Giáng

Than ôi! ngày vui ngắn ngủi chưa được mấy năm nỗi buồn đã trở về, thảm đạm và nặng nề hơn xưa...

Nó đã trở về trong tập "Lửa thiêng"...— Hoài Thanh - Hoài Chân

Tình yêu và lữ thứ, lữ thứ và không gian, đó là những gì quyết định hết nguồn thơ "Lửa thiêng"— Bùi Giáng

"Lửa thiêng" là một bản ngậm ngùi dài, là một tập thơ ảo não vào bậc nhất— Xuân Diệu